# Cantó de Saint-Louis-3
El cantó de Saint-Louis-3 és un cantó de l'illa de la Reunió, regió d'ultramar francesa de l'oceà Índic. Correspon a una fracció de la comuna de Saint-Louis i a la de Cilaos.

## Història
| Data d'elecció | Identitat         | Partit |
| -------------- | ----------------- | ------ |
| 2004 -         | André-Paul Techer |        |